# Fail-over
Fail-over er evnen til automatisk at skifte over til et standby-computer, server- eller netværkssystem i tilfælde af en uforudsigelig afslutning af services på det igangværende system, fx i tilfælde af strømsvigt, oversvømmelse, hardwarenedbrud o.l. Sådanne afbrydelser indtræffer tit uden menneskelig intervention og forudgående advarsler, modsat planlagte skift (switch-over).
Failover-understøttelse er en nødvendig service i systemer, der kræver konstant tilgængelighed og høj stabilitet, såsom serversystemer og databasesystemer.  Failover for databasesystemer kan implementeres bl.a. via klynger af distribuerede databaser (database clustering).